# 구자은
구자은(具滋殷, 1964년 10월 18일 ~ )은 대한민국의 기업인이다.

## 경력
- 2022.01 ~ LS그룹 3대 회장 취임
- (주)LS 미래혁신단장
- 2015.01 LS엠트론 부회장, 대표이사
- 2013.01 LS전선 대표이사 사장, 최고경영자(CEO)
- 2012.01 LS전선 대표이사 사장, 최고운영책임자(COO)
- 2010.01 LS Nikko 동제련 부사장
- 2008.01 LS전선 통신사업본부 본부장, 전무
- 2007.01 LS전선 사출시스템사업부 부장, 전무
- 2005.01 LG전선 중국지사 상무

## 가족 관계
- 할아버지 구재서(具再書)
- 할머니 진양 하씨(晉陽 河氏)
  - 백부 구인회 (1907년 ~ 1969년)
  - 백부 구태회 (1923년 ~ 2016년)
  - 백모 최무 (1922년 ~ 2012년)
  - 백부 구평회 (1926년 ~ 2012년)
  - 백모 문남
  - 아버지 구두회 (1928년 ~ 2011년)
  - 어머니 유한선
    - 누님 구은정 (1961년 ~ )
    - 누님 구지희 (1963년 ~ )
    - 여동생 구재희 (1967년 ~ )